# Nižná Jedľová
Nižná Jedľová je obec na Slovensku v okrese Svidník, v Nízkých Beskydách.

## Historie
První písemný zmínka o obci pochází z roku 1559. Obec patřila panství Makovica. Obyvatelé se zabývali zemědělstvím a chovem skotu. V roce 1600 zde stálo 7 poddanských domů. V roce 1787 měla obec 23 domů a 151 obyvatel, v roce 1828 měla 21 domů a 171 obyvatel, v roce 1900 zde žilo 171 obyvatel, v roce 1970 zde žilo 173 obyvatel. V polovině 19. století se polovina obyvatel vystěhovala. V obou světových válkách byla obec značně poškozena. V roce 1914 byl postaven řeckokatolický chrám, od roku 1927 se začalo vyučovat v místní škole. V roce 1952 byla zavedena elektřina. V roce 1953 byla zavedena autobusová doprava. V roce 1959 zde bylo založeno JZD. V roce 1972 byl vybudován dům kultury a obecní vodovod. V roce 1996 byla v obci zavedena plynofikace. V roce 2000 byl postaven pravoslavný chrám. Součástí obce je chatová oblast a letiště. Od roku 2004 je v obci pravoslavná fara.

### Vývoj názvu obce
Obec je doložena v roce 1572 jako Alsso Jedlowa, později jako Also Jadlowa (1618), Nizna Jedlowa (1773), Alschó-Jedlova (1786), Alsó-Jedlova, Dolní Jedlová (1808), Alsójedlova (1863-1902) . Od roku 1920 Nižná Jedlová. Dnešní název obce, tj. Nižná Jedľová, byl ustálen v roce 1927.

## Pamětihodnosti
- Řeckokatolický chrám Ochrany přesvaté Bohorodičky, jednolodní neoklasicistní stavba s půlkruhovým ukončením presbytáře a věží tvořící součást její hmoty, z roku 1914. Je postaven na místě staršího dřevěného kostela sv. Jana Křtitele. Interiér je zaklenut pruskými klenbami. Zařízení pochází z doby jeho vzniku. Fasády jsou členěny lizénami a půlkruhově ukončenými okny. Věž má nárožní zkosení, je ukončena zvonovitou helmicí s laternou.[3]